# Joseph Augustus Seiss

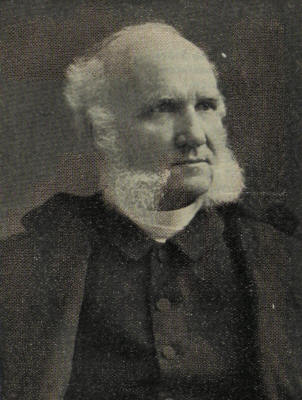
Joseph Augustus Seiss

Joseph Augustus Seiss (Graceham (Frederick County, Maryland), 18 maart 1823 - Philadelphia, 21 juni 1904) was een Amerikaans theoloog. 

## Biografie
Zijn voorouders, die oorspronkelijk Suess heetten, emigreerden van de Elzas naar Reading, Pennsylvania. Zijn grootvader verhuisde al snel naar het dorp van hernhutters Graceham, Maryland. Josephs vader was boer en zag het liefst dat ook Joseph landarbeider zou worden en noemde hem naar aanleiding van zijn studiegewoonten en dorst naar kennis "dromer Joseph", maar zijn moeder moedigde hem juist aan tot studie. Na zijn belijdenis op zestienjarige leeftijd in de Moravische kerk besloot hij zijn leven aan de bediening te wijden. Hoewel hij geen steun kreeg van zijn vader of plaatselijke kerk, werd hij door enkele Lutherse geestelijken geholpen om in 1839 te gaan studeren aan het "Pennsylvania college" in Gettysburg. Hier bleef hij twee jaar, waarna hij zijn theologische opleiding met privé-onderwijs vervolgde. In 1842 werd hem door de synode van Virginia toegestaan te preken en hij werd in 1844 geordineerd als Lutherse geestelijke.
Hij startte met twee pastoraten in Virginia en Maryland, waarna hij in 1858 werd geroepen naar de St. John's English Lutheran church in Philadelphia. In 1874 ontstond de noodzaak om een Engelse Lutheraanse kerk op te richten in het westelijk deel van de stad, hetgeen ertoe leidde dat leden van de "St. John's"-congregatie de Church of the Holy Communion oprichtten en Seiss werd direct als pastor daarvan gekozen. Er werd een prachtige Gotische kerk van groen serpentijn marmer gebouwd ter waarde van $ 225.000,-. De kerk werd op 17 februari 1875 gewijd.

## Betekenis
Seiss stond bekend als een welsprekende kanselredenaar met een duidelijke, aantrekkelijke en krachtige stijl. Hij publiceerde zijn eerste werk toen hij 22 jaar was en is het meest bekend geworden door zijn meer dan 100 geschriften. Hij was redacteur van de "Lutheran" (een kerkelijk tijdschrift, uitgegeven in Philadelphia in 1860 en 1861) en de "Lutheran and Missionary" (de opvolger van de "Lutheran", uitgegeven van 1861 tot 1873) en hoofdredacteur van "Prophetic Times" (uitgegeven van 1863 tot 1875). De jaren 1864 en 1865 besteedde hij aan reizen door Europa en het Midden-Oosten, inclusief Syrië en Palestina. In 1877 werd zijn boek "A Miracle in Stone, or the Great Pyramid" ("Een wonder in steen, of de Grote Piramide") uitgegeven. In dit werk zet Seiss zijn ideeën over piramidologie uiteen; een belangrijke frase uit het boek is dat de piramides "de Bijbel in steen" zijn. De inhoud van het werk werd door Charles Taze Russell in zijn publicaties geïntegreerd.
Seiss werd geprezen als een "confessionalist", dat wil zeggen als iemand die vasthield aan de Lutherse belijdenis. Zijn premillennialistische opvattingen gaven echter aanleiding tot controverse. Dr. C. F. W. Walther wees Seiss' opvatting dat de vroege kerk chiliastisch was bot van de hand.

### Belangrijke werken
- "Popular Lectures on the Epistle to the Hebrews" (Baltimore, 1846)
- "The Baptist System Examined" (Philadelphia, 1854; revised ed., 1858)
- "The Last Times" (1856)[4]
- "The Lutheran Church" (1859)
- "Holy Types" (1860)
- "Petros, or the Wonderful Building" (1862)
- "Lectures on the Gospels of the Church Year" (2 delen, 1868)
- "The Apocalypse, with Revised Text" (3 delen, 1869-1881; complete uitgave, London, 1882; Duitse vertaling, Basel, 1884-1887)[5]
- "Uriel, or some Occasional Discourses " (1874)
- "A Miracle in Stone, or the Great Pyramid" (1877)[1]
- "Recreation Songs" (1878; met supplement, 1887)
- "Life after Death" (1878)
- "Practical Sermons" (1879)
- "Blossoms of Faith" (1880)
- "Remarks on Infidelity" (1882)
- "The Gospel in the Stars" (1882 ; uitgebreide uitgave, 1885)
- "Luther and the Reformation" (1883)
- "Lectures on the Epistles of the Church Year" (2 delen, 1885)
- "Right Life" (1886)
- "The Children of Silence" (1887)
- "Christ's Descent into Hell" (1887)

Seiss heeft ook diverse liturgische werken geschreven, zoals "Book of Forms" (1860), "How shall we Order our Worship ?" (1869) en " The Golden Altar" (1882) en diverse verzamelingen kerkmuziek.

## Verder lezen
- Lawrence R. Rast Jr. (2003): Joseph A. Seiss and the American Lutheran Church (Ph.D. dissertatie), Vanderbilt University
- Samuel Robert Zeiser (2001): Joseph Augustus Seiss: Popular Nineteenth-Century Lutheran Pastor and Premillennialist (Ph.D. dissertatie), Drew University